# Рева, Андрей Алексеевич
Андрей Алексеевич Рева (укр. Андрій Олексійович Рева, 7 июля 1966, Богодухов) — украинский политик, министр социальной политики Украины (с 14 апреля 2016 года по 29 августа 2019 года). Заслуженный работник социальной сферы Украины (2010).

## Биография
Родился 7 июля 1966 года в Богодухове.
Окончил Ленинградское высшее военно-политическое училище ПВО имени Ю. В. Андропова (квалификации — офицер с высшим военно-политическим образованием, учитель истории и обществоведения) в 1987 году и Межрегиональную академию управления персоналом (специальность — юрист) в 2004 году.
С августа 1983 года по сентябрь 1989 года проходил военную службу (в 1983—1987 годах — курсант Ленинградского высшего военно-политического училища ПВО имени Ю. В. Андропова, в 1987—1989 годах — заместитель командира роты по политической части). Затем до февраля 1995 года работал учителем истории в средней школе № 27 в Виннице. С января 1995 года по декабрь 1998 года возглавлял Винницкий городской профсоюз работников образования и науки, после чего работал заместителем городского головы по вопросам деятельности исполнительных органов Винницкого горсовета до августа 1999 года. В августе — ноябре 1999 года — замглавы Винницкой ОГА, затем до июня 2000 года — заместитель городского головы Винницы. В июне 2000 года возглавил управление социальной защиты населения (с октября 2000 года — труда и социальной защиты населения) Замостянского района Винницы, где проработал до декабря 2005 года. С декабря 2005 года до 15 апреля 2016 года — заместитель городского головы Винницы по вопросам медицины и социальной сферы.
С 14 апреля 2016 года по 29 августа 2019 года был министром социальной политики Украины.
Был кандидатом в депутаты на парламентских выборах 1998 (от Всеукраинской партии трудящихся) и 2006 годов (от Социалистической партии Украины).
Свободно владеет украинским и русским языками, на английском читает и переводит со словарем.
Женат, есть дочь.

## Деятельность
Участвовал в разработке новой методики расчета жилищных субсидий и формировании норм потребления газа в домохозяйствах, не оборудованных счетчиками. Один из авторов проекта муниципальной страховой компании в Виннице.
В конце апреля 2019 года накануне Пасхи попал в скандал, заявив в сюжете Би-би-си о пенсионерах ОРДЛО: «Все кто был проукраинский, те выехали. А тот, кто хочет получать две пенсии: там и тут — пусть потерпят. Мне их не жаль абсолютно. Мне жаль тех солдат и офицеров с семьями, которые убиты там из-за этих мразей».